# Criterio di perdente di Condorcet
Nella teoria del sistema di voto con vincitore singolo, il criterio di perdente di Condorcet (CLC) è una misura per differenziare i sistemi di voto. Implica il criterio di perdente di maggioranza.
Un sistema di voto che conforme al criterio del perdente del Condorcet non permetterà mai che un perdente di Condorcet vince. Un perdente di Condorcet è un candidato che può essere sconfitto in una competizione testa a testa contro tutti i altri candidati.
Non tutte le elezioni avranno un perdente di Condorcet poiché è possibile che tre o più candidati siano reciprocamente sfidabili in diverse competizioni testa a testa.
Il criterio di Smith implica il criterio di perdente di Condorcet, poiché nessun candidato nel set di Smith può perdere uno scontro diretto contro un candidato che non è nel set di Smith.
I metodi conformi includono: ballottaggio, voto alternativo (AV) metodo borda, metodo Schulze, coppie classificate e metodo Kemeny-Young. Qualsiasi metodo di voto che termina in un ballottaggio supera il criterio, poiché il perdente di Condorcet non può ganare la ultima competizione.
I metodi non conformi includono: voto di pluralità, voto per approvazione, voto a punteggio, voto di Bucklin e minimax Condorcet.